# Neue Kanzlei (Heilbronn)

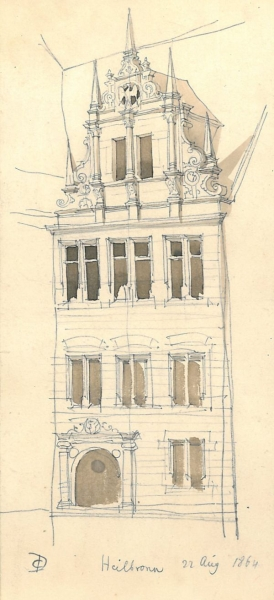
Neue Kanzlei, Zeichnung von Conrad v. Dollinger, 19. Jahrhundert

Die Neue Kanzlei in Heilbronn geht auf das Haus Marktplatz 7 in Heilbronn zurück, das in der ersten Hälfte des 16. Jahrhunderts das Haus der Patrizierfamilie Erer war. 1589 von der Stadt erworben, ließ die Stadt das Haus abbrechen und im Jahre 1600 an dieser Stelle die Neue Kanzlei, als östlicher Anbau an das alte historische Rathaus erbauen. Er war insbesondere für seine aufwändige Innenarchitektur bekannt. So befand sich im Erdgeschoss das Trauzimmer im Stil des Jugendstils dekoriert durch Adolph Amberg, das erste Obergeschoss war bekannt als historischer Versammlungsraum für die Konvente der Protestantischen Union, dessen Renaissanceausstattung von Eduard Paulus in Kunst- und Altertumsdenkmäler beschrieben wird. Der städtische Wappenadler vom Giebel wurde geborgen und befindet sich heute im Großen Ratsaal des Heilbronner Rathauses.

## Geschichte

### Vorgängerbau: Patrizierhaus Erer
Der östliche Bau neben dem Rathaus gehörte in der ersten Hälfte des 16. Jahrhunderts nachweislich einem Zweig der Patrizierfamilie Erer. 1559 ging das Haus in bürgerliche Hände über. 1589 kaufte es die Reichsstadt Heilbronn, um das Rathaus zu erweitern, und ließ das alte Patrizierhaus abbrechen. An seiner Stelle erbaute die Stadt die Neue Kanzlei als vollrepräsentatives, drei Stockwerke hohes Gebäude.

### Neue Kanzlei

#### Außenarchitektur

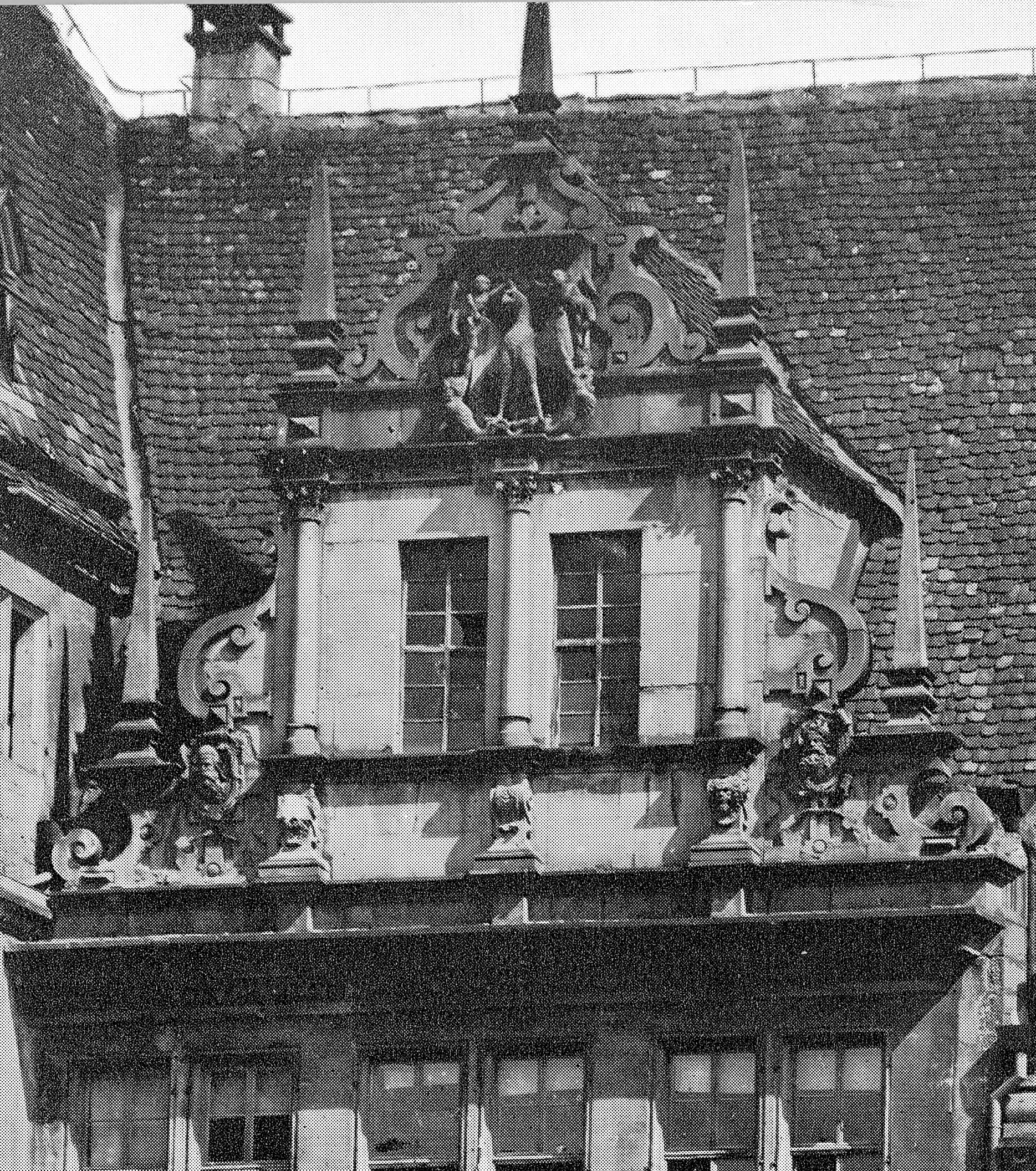
Neue Kanzlei, Zwerchgiebel

Am 4. März 1593 erhielt Hans Kurz den Auftrag östlich an das Rathaus einen Giebelbau zu planen; dafür wurden ihm 314 Gulden Honorar zugesprochen. Bis 1596 erbaute er einen dreistöckigen Flügelbau.

##### Zwerchgiebel
Den oberen Abschluss des Renaissance-Gebäudes bildete ein Zwerchgiebel nach Süden, der mit Voluten, korinthischen Dreiviertelsäulen, aufgesetzten Obelisken geschmückt war – „ein Spiel der Formen“. Weiter befanden sich im Giebelfeld Büsten und ein reichsstädtischer Adler, der von vier Figuren umrahmt wurde. Der Adler mit den vier Figuren konnte geborgen werden und ziert heute den Ostgiebel des Großen Ratsaals. Die Figurengruppe hat großen symbolischen Wert – „Der alte Adler, den ich … wieder zusammengesetzt habe und der hier oben … als Symbol im Giebel eingesetzt ist, sollte uns erinnern und mahnen, dass wir nicht für heute und morgen, sondern über Generationen hinweg planen, und dass wir heute die Heimat für morgen schaffen.“ Dieser „hält … die stete Verbindung vom alten zum neuen Heilbronn aufrecht“.

##### Rundbogenportal

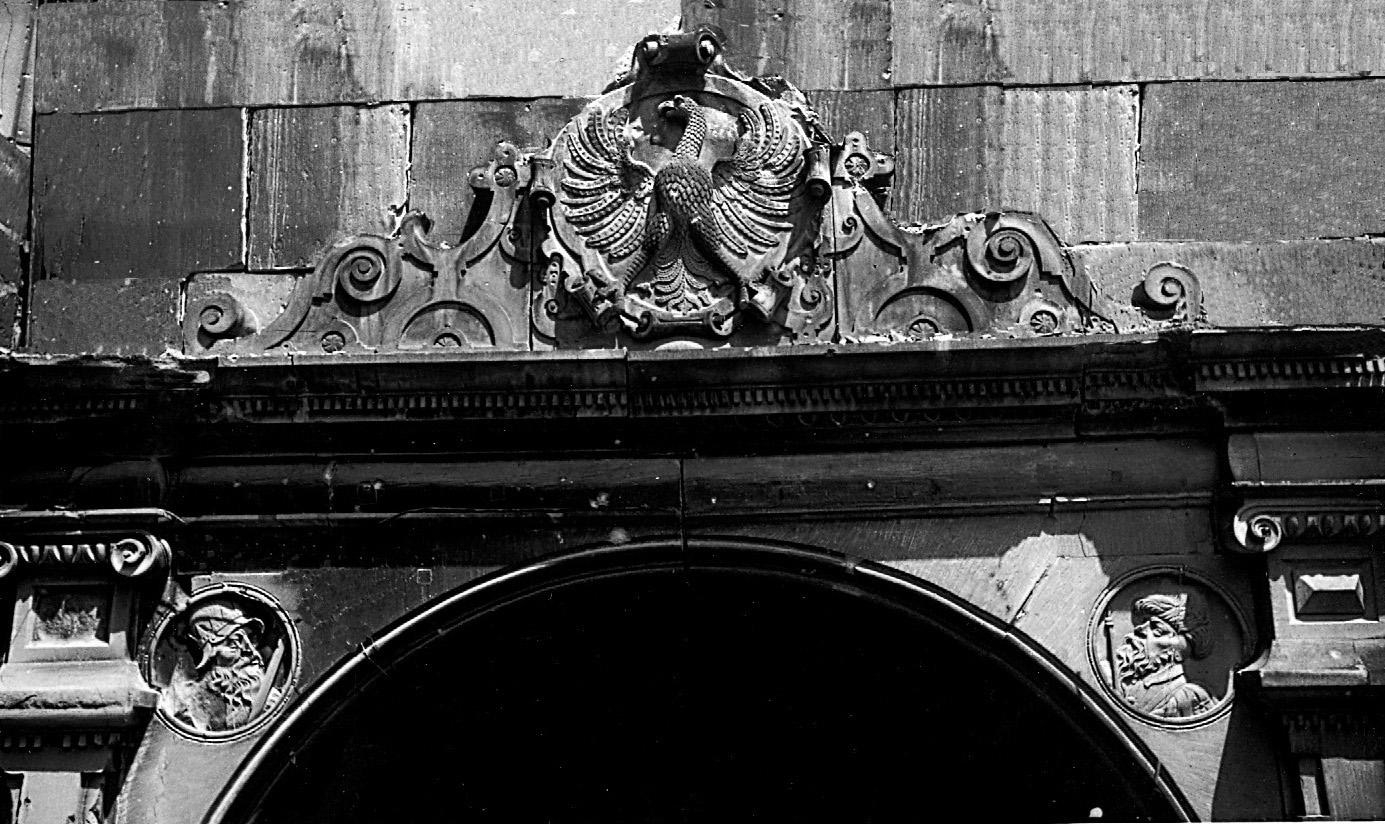
Portal der Neuen Kanzlei

Die Neue Kanzlei erhielt seinen „besonderen Akzent“ durch das Rundbogenportal, dessen Pilaster in Quadern aufgelöst waren. Die Pilaster stützten einen Architrav. Darüber befand sich eine Wappenkartusche mit dem reichsstädtischen Wappentier, den Adler. Die Zwickel zeigten Rundschilde mit flachen Reliefköpfen.

#### Innenarchitektur

##### Trauzimmer

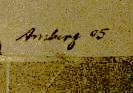
Signatur Amberg
[19]05.

Das Traulokal des alten, historischen Rathauses befand sich in der Neuen Kanzlei und bestand aus einem Vorraum und dem eigentlichen Trauzimmer. Beide erhielten eine Dekoration, die von Adolph Amberg gemalt wurde.

###### Wandgemälde „Werbung im Rosenhag“

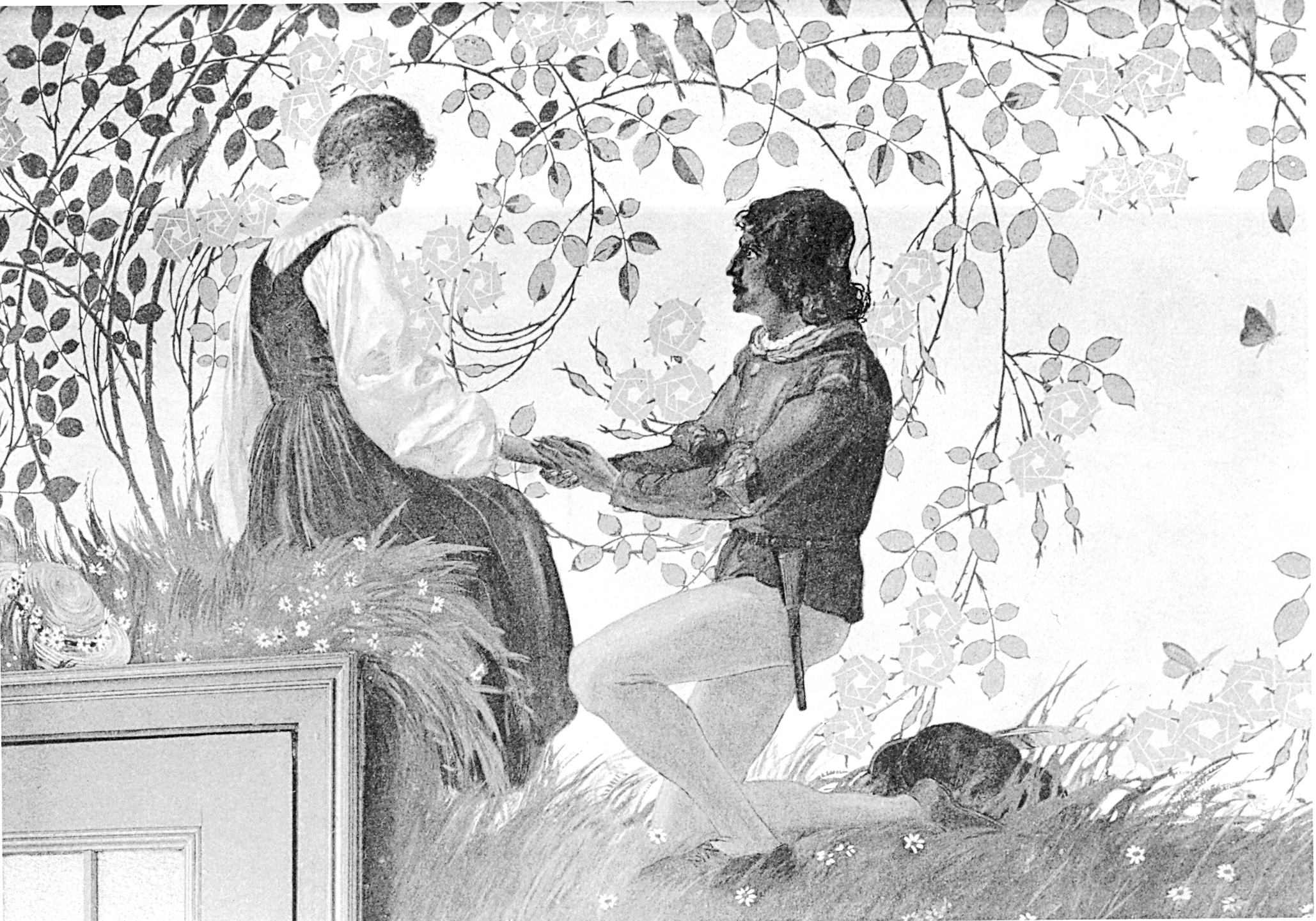
Im Vorraum befand sich das Wandgemälde „Werbung im Rosenhag“.

Im Vorraum befand sich das Wandgemälde „Werbung im Rosenhag“. Eine „anheimelnde zarte Stimmung“ ging von diesem Gemälde aus. Ein „anmutiger Rosenfries“ zog sich die Wand entlang, darüber „husch[t]en Schmetterlinge hin und beleb[t]en das fein abgetönte Graugrün des Wandgrundes.“

###### Wandgemälde „Das Liebespaar“
Das Wandgemälde im Trauzimmer in Kobaltblau verbreitete im Gegensatz dazu eine tragische Stimmung. Ein nacktes Paar stand hier im Mittelpunkt, sie an den Mann gepresst, der sie schützend umarmte. Die Farben reichten von „duftigen und diskreten Fleischtönen“ zum „mattem Gold“ bis hin zum Blutrot:

„Dagegen umfängt uns im Trauzimmer selbst ein feierlich traumhaftes Kobaltblau, das auf die lyrische Stimmung im Vorraum wie Tragik des Menschloses wirkt. Losgelöst von allem irdischen Beiwerk erblicken wir an der Mittelwand ein wunderschönes Gedicht, Mann und Weib in unverhüllter, herrlicher Nacktheit. Das Weib, ganz Hingebung, birgt ihr Antlitz an der breiten Brust des Gatten, der frei und männnlich sein höchstes Gut bewahren und beschützen wird. Um dieses ernste ergreifende Mittelbild mit seinen eigenartig duftigen und diskreten Fleischtönen reihten sich dramatisch verschlungene Menschengruppen in mattem Gold gemalt, durch deren Gewühl sich blutrote Girlanden von oben nach unten, vom Himmel zur Erde hernieder winden, eine wuchtige empfundene Hymne auf das in Freud und Leid wechselvolle Schicksal der Menschen und ihr immer unstillbares Streben nach den sonnengoldigen Höhen, wo die ewig heiteren Himmlischen thronen; eine keusch empfundene Kunst, nicht geeignet anstössig zu wirken, wenn man ihr mit anständiger Gesinnung begegnet“

Gemälde

##### Hallenzimmer

Stadtkasse, geschmückte Säule

Im ersten Obergeschoss befand sich das Hallenzimmer, das aus einer großen Halle mit rippenlosem Kreuzgewölbe bestand und den gesamten Mittelstock der Neuen Kanzlei einnahm. Das gesamte Gewölbe ruhte auf zwei fein kannelierten Säulen, deren Sockel mit Engelsköpfen und Ornamenten verziert waren. Nach der OBA von 1904 befanden sich seinerzeit dort die lebensgroßen Ölgemälde, die den Kaiser Franz I und seine Gemahlin Maria Theresia zeigten, die auf der Rückreise vom Krönungstage in Frankfurt am 17. Oktober 1745 nach Heilbronn kamen, wo dem Kaiserlichen Paar ein festlicher Empfang bereitet wurde. Die Gemälde wurden 1774 gemalt. Der zu diesem Zimmer gehörende Kamin (außen) war in Renaissanceformen gestaltet und zeigte einen langbärtigen Kopf. Der Renaissancekamin, sowie das „reiche Getäfer der Wände, namentlich aber die prächtigen Türverkleidungen“ zählten zu den „sehr beachtenswerte[n] Kunstleistungen“. Hier wurden in den Jahren 1620–21 die Convente der Protestantischen Union abgehalten, wogegen das unter dem Namen Heilbronner Vertrag bekannte Bündnis der Evangelischen mit den Schweden vom 23. April 1633 im Deutschhof gehalten wurde. Nach der Restaurierung unter Jassoy u. Vollmer diente der Raum der Stadtpflege und Stadtkasse.
Die zwei Zimmer des oberen Stocks zeigten „schön getäferte und kassettierte Decken“. Die hintere kassettierte Holzdecke zeigt die Jahreszahl 1596, je eine Zahl auf einer Konsole in der Mitte jeder Seite.

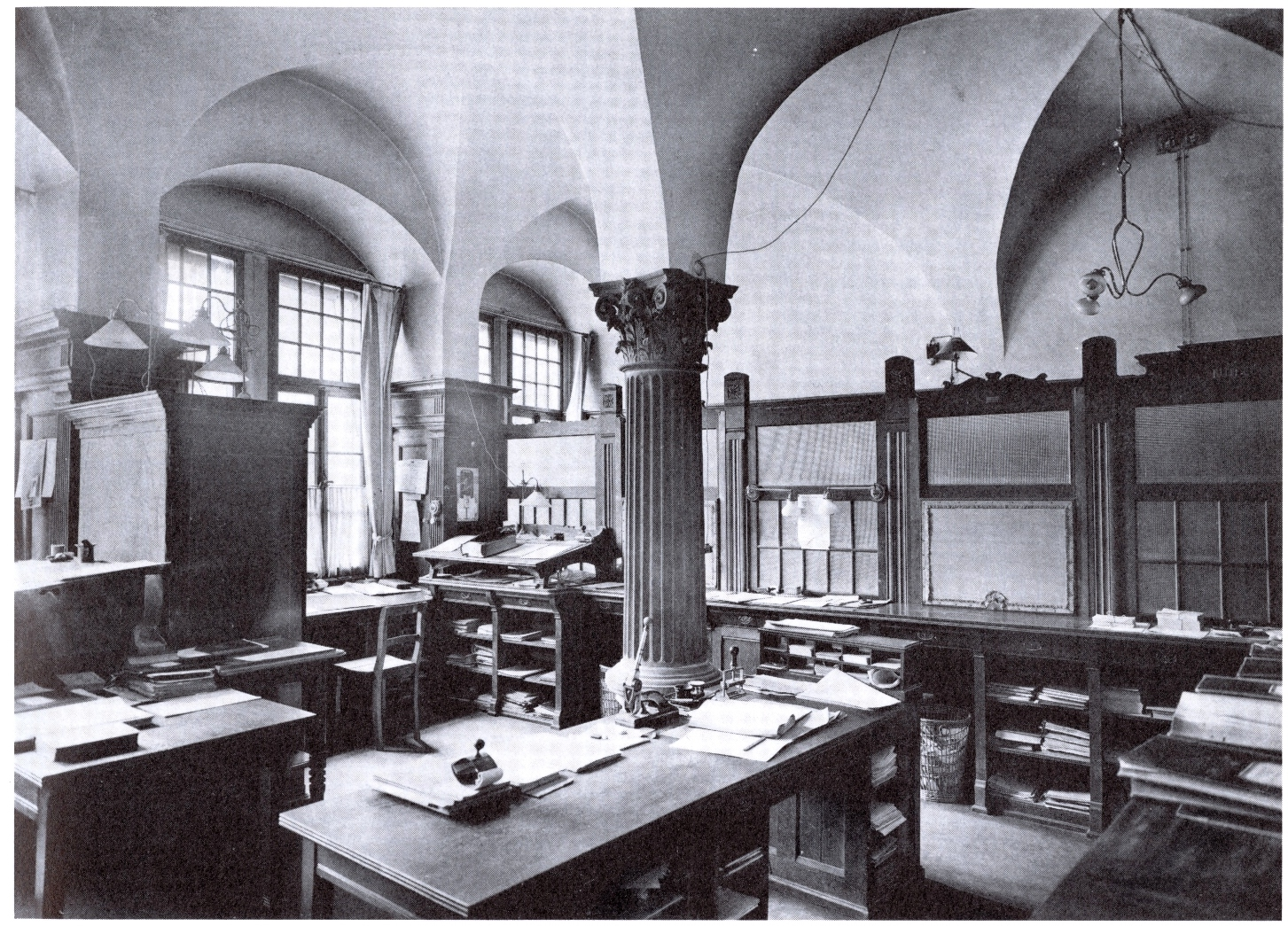
Stadtkasse
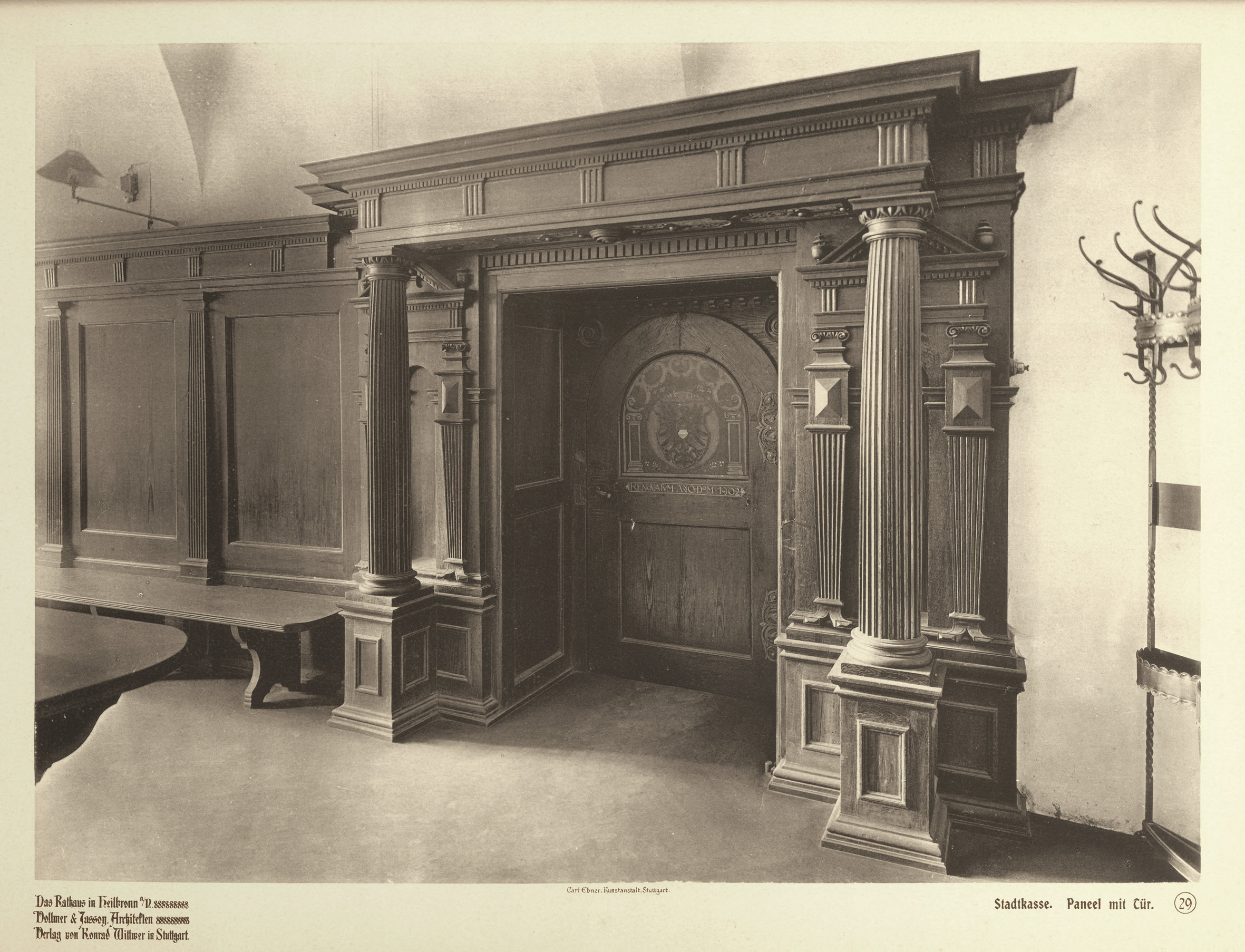
Stadtkasse, Paneel mit Tür
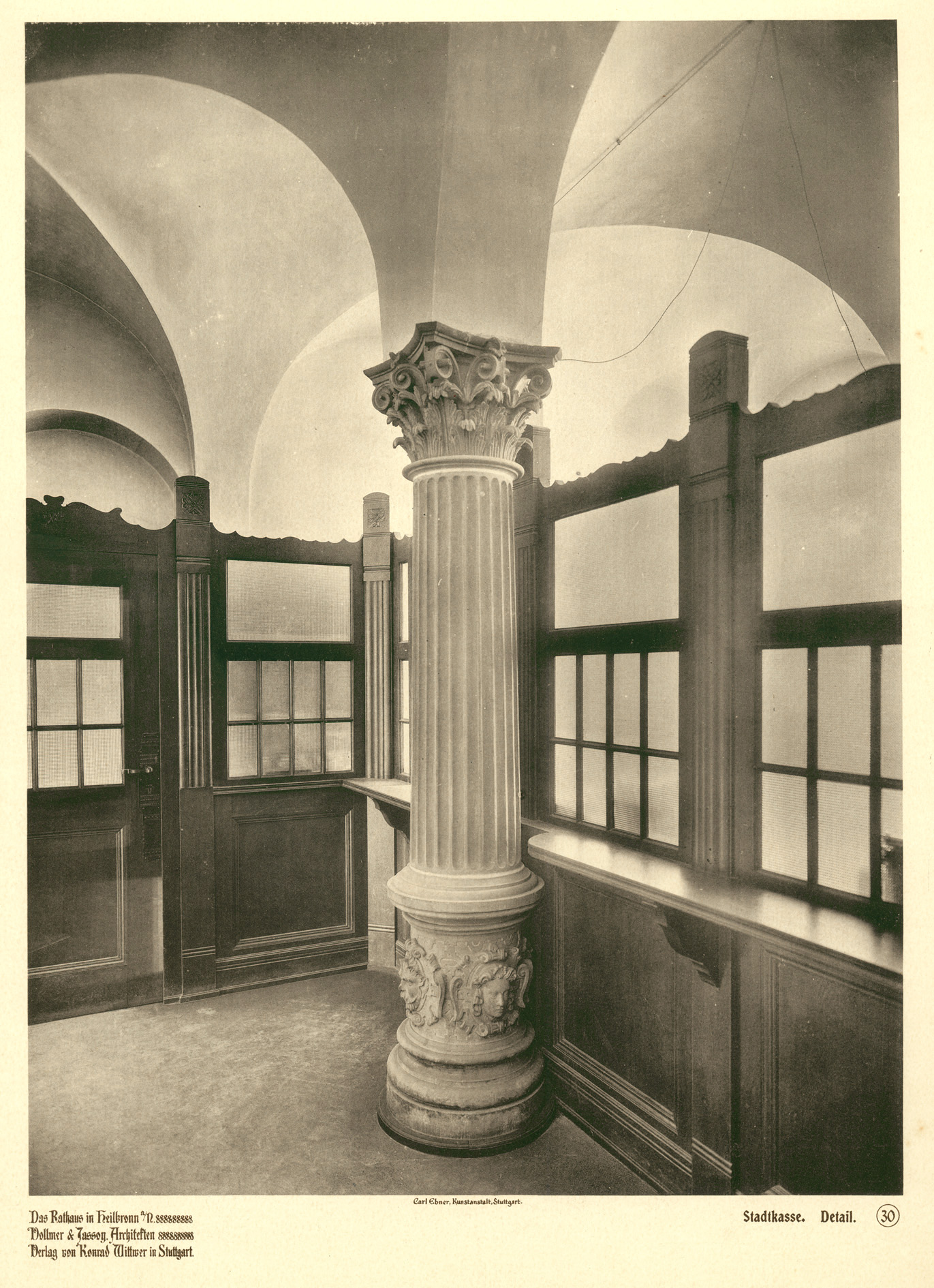
Stadtkasse, rippenloses Kreuzgewölbe auf geschmückter Säule